# Moriquendi
Els moriquendi en el món de J.R.R. Tolkien són els elfs obscurs, qualificatiu amb el que els elfs de la llum anomenaven a aquells elfs que no havien vist la llum dels Dos Arbres. Dins dels moriquendi s'incloïen els Avari i els Úmanyar. Fent ús d'una altra classificació inclouria els elfs Silvans, els Nandor, els Laiquendi i a tots els Sindar menys Elwë. A vegades fa referència a tots els elfs no Sindarin. Molt sovint és emprat com un terme pejoratiu.